# Могаммед Гуссейн
Могаммед Гуссейн (1 жовтня 1911 — 28 лютого 1977) — індійський хокеїст на траві.
Олімпійський чемпіон 1936 року.
Переможець Західноазійських ігор 1934 року.